# Pachnobia baileyana
Pachnobia baileyana là một loài bướm đêm trong họ Noctuidae.